# Aeropuerto Internacional de Legazpi
El Aeropuerto Internacional de Legazpi (en tagalo: Paliparang Pandaigdig ng Legazpi; en bikol: Pankinàban na Palayogan nin Legazpi) (IATA: LGP, ICAO: RPLP) en las Filipinas es un gran aeropuerto en la región de Bicol, al servicio de la vecindad de Legazpi, la capital de Albay. Tiene una sola pista con dimensiones de 2280 x 36 metros, más largo que los de los antiguos aeropuertos de Bacólod (1958 x 30 metros) e Iloilo (2100 x 43 metros). El aeropuerto puede manejar aviones civiles medianos y aviones militares.
Cuando el Papa Juan Pablo II visitó las Filipinas en 1981, su itinerario incluyó la ciudad de Legazpi. El avión papal era un Boeing 727 fletado. El presidente Ferdinand Marcos llegó en su propio jet; La primera dama Imelda y el entonces ministro de Defensa, Juan Ponce Enrile, llegaron con sus propios séquitos en aviones separados al lugar.